# کریستینا لاگو
کریستینا لاگو (به انگلیسی: Cristina Lago) (زاده ۱۰ ژانویهٔ ۱۹۸۲) بازیگر برزیلی است.
از کارهای معروف او می‌توان به بازی در فیلم چشمان آبی اشاره کرد.